# سولابور
سولابور (بالإنجليزية: Solapur)‏ هي مدينة تتبع Pune division ‏ . بلغ عدد سكانها 951558 نسمة ورمزها البريدي هو 413001 .

## المناخ
يظهر الجدول التالي التغييرات المناخية على مدار السنة لسولابور:
| البيانات المناخية لـسولابور                                              | البيانات المناخية لـسولابور | البيانات المناخية لـسولابور | البيانات المناخية لـسولابور | البيانات المناخية لـسولابور | البيانات المناخية لـسولابور | البيانات المناخية لـسولابور | البيانات المناخية لـسولابور | البيانات المناخية لـسولابور | البيانات المناخية لـسولابور | البيانات المناخية لـسولابور | البيانات المناخية لـسولابور | البيانات المناخية لـسولابور | البيانات المناخية لـسولابور |
| الشهر                                                                    | يناير                       | فبراير                      | مارس                        | أبريل                       | مايو                        | يونيو                       | يوليو                       | أغسطس                       | سبتمبر                      | أكتوبر                      | نوفمبر                      | ديسمبر                      | المعدل السنوي               |
| ------------------------------------------------------------------------ | --------------------------- | --------------------------- | --------------------------- | --------------------------- | --------------------------- | --------------------------- | --------------------------- | --------------------------- | --------------------------- | --------------------------- | --------------------------- | --------------------------- | --------------------------- |
| الدرجة القصوى °م (°ف)                                                    | 36.7 (98.1)                 | 39.4 (102.9)                | 43.9 (111.0)                | 44.7 (112.5)                | 46.0 (114.8)                | 45.6 (114.1)                | 38.9 (102.0)                | 40.0 (104.0)                | 37.2 (99.0)                 | 38.5 (101.3)                | 36.1 (97.0)                 | 34.7 (94.5)                 | 46.0 (114.8)                |
| متوسط درجة الحرارة الكبرى °م (°ف)                                        | 30.9 (87.6)                 | 34.1 (93.4)                 | 37.4 (99.3)                 | 39.9 (103.8)                | 40.2 (104.4)                | 34.8 (94.6)                 | 31.7 (89.1)                 | 31.0 (87.8)                 | 31.9 (89.4)                 | 32.8 (91.0)                 | 31.2 (88.2)                 | 30.0 (86.0)                 | 33.8 (92.8)                 |
| متوسط درجة الحرارة الصغرى °م (°ف)                                        | 16.2 (61.2)                 | 18.2 (64.8)                 | 21.8 (71.2)                 | 24.8 (76.6)                 | 25.2 (77.4)                 | 23.4 (74.1)                 | 22.5 (72.5)                 | 21.9 (71.4)                 | 21.8 (71.2)                 | 21.0 (69.8)                 | 18.2 (64.8)                 | 16.0 (60.8)                 | 20.9 (69.6)                 |
| أدنى درجة حرارة °م (°ف)                                                  | 4.4 (39.9)                  | 6.1 (43.0)                  | 12.2 (54.0)                 | 13.9 (57.0)                 | 16.1 (61.0)                 | 17.2 (63.0)                 | 16.7 (62.1)                 | 15.0 (59.0)                 | 15.9 (60.6)                 | 12.4 (54.3)                 | 7.8 (46.0)                  | 6.7 (44.1)                  | 4.4 (39.9)                  |
| الهطول مم (إنش)                                                          | 4.6 (0.18)                  | 6.7 (0.26)                  | 5.6 (0.22)                  | 10.0 (0.39)                 | 30.2 (1.19)                 | 119.8 (4.72)                | 131.7 (5.19)                | 135.3 (5.33)                | 189.2 (7.45)                | 89.5 (3.52)                 | 25.1 (0.99)                 | 8.0 (0.31)                  | 755.7 (29.75)               |
| متوسط الأيام الممطرة                                                     | 0.2                         | 0.6                         | 0.5                         | 0.9                         | 2.5                         | 7.0                         | 8.8                         | 8.7                         | 9.5                         | 4.5                         | 1.6                         | 0.6                         | 45.4                        |
| المصدر: India Meteorological Department (record high and low up to 2010) |                             |                             |                             |                             |                             |                             |                             |                             |                             |                             |                             |                             |                             |

## مدن توأم
المدن التوأم:
- كاندي.

## أعلام
- شانتاباي كامبل
- هيلموت شنايدر